# Башкалган (посёлок)
Башкалган — посёлок в Кувандыкском городском округе Оренбургской области.

## География
Находится на реке Башкалган, в 8 км к юго-востоку от села Оноприеновка.

## История
Основан как выселок села Новопокровка в начале XX века. Впервые отмечен в списках 1929 г. На картах 1940-х годов отмечен как Башкирский Калган или Калган Башкирский. До 1960-х годов носил название посёлок отделение № 3 совхоза «Саринский».

## Население
| 2010 |
| ---- |
| 99   |